# 114659 Sajnovics
114659 Sajnovics este un asteroid din centura principală de asteroizi.

## Descriere
114659 Sajnovics este un asteroid din centura principală de asteroizi. A fost descoperit pe 28 martie 2003 la Piszkesteto de Krisztián Sárneczky. Asteroidul prezintă o orbită caracterizată de o semiaxă mare de 2,34 ua, o excentricitate de 0,02 și o înclinație de 4,6° în raport cu ecliptica.